# Futbol'nyj Klub Dynamo Kyïv 2009-2010
Questa voce raccoglie le informazioni riguardanti il Futbol'nyj Klub Dynamo Kyïv, meglio conosciuta come Dinamo Kiev, nelle competizioni ufficiali della stagione 2009-2010.

## Stagione
La Dinamo Kiev, allenata da Valerij Gazzaev, concluse la stagione col secondo posto in campionato. In coppa nazionale venne eliminata ai quarti di finale dallo Šachtar. In Champions League il cammino dei bianco-blu si concluse nella fase a gironi col quarto posto. In Supercoppa d'Ucraina la Dinamo Kiev trionfò ai rigori contro il Vorskla, dopo che i tempi regolamentari si chiusero a reti inviolate.

## Maglie e sponsor
|  | Casa |  | Trasferta |

## Rosa

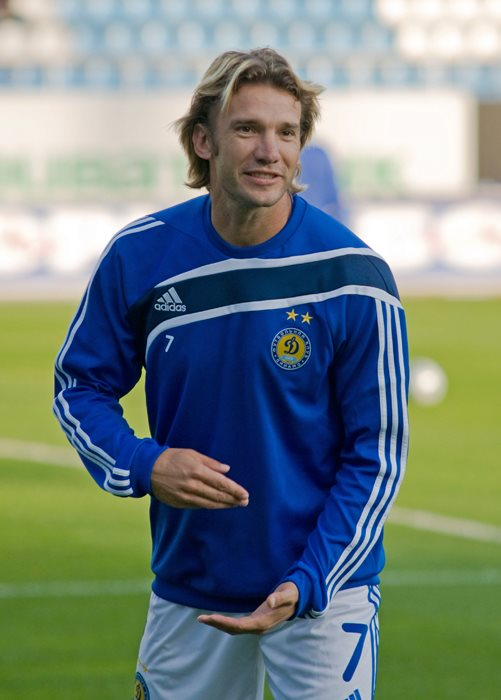
Andrij Ševčenko di ritorno alla Dinamo Kiev

| N. |                      | Ruolo | Calciatore            |
| -- | -------------------- | ----- | --------------------- |
| 1  | Ucraina (bandiera)   | P     | Oleksandr Šovkovs'kyj |
| 2  | Brasile (bandiera)   | D     | Danilo Silva          |
| 3  | Brasile (bandiera)   | D     | Betão                 |
| 4  | Romania (bandiera)   | C     | Tiberiu Ghioane       |
| 5  | Croazia (bandiera)   | C     | Ognjen Vukojević      |
| 7  | Brasile (bandiera)   | C     | Corrêa                |
| 7  | Ucraina (bandiera)   | A     | Andrij Ševčenko       |
| 8  | Ucraina (bandiera)   | C     | Kyrylo Petrov         |
| 9  | Ucraina (bandiera)   | A     | Andrij Jarmolenko     |
| 10 | Ucraina (bandiera)   | A     | Arcëm Mileŭski        |
| 11 | Finlandia (bandiera) | D     | Roman Erëmenko        |
| 14 | Ucraina (bandiera)   | C     | Serhij Kravčenko      |
| 15 | Senegal (bandiera)   | D     | Pape Diakhaté         |
| 17 | Ucraina (bandiera)   | D     | Taras Mykhalyk        |
| 19 | Ucraina (bandiera)   | C     | Denys Harmash         |

| N. |                    | Ruolo | Calciatore            |
| -- | ------------------ | ----- | --------------------- |
| 20 | Ucraina (bandiera) | C     | Oleh Husyev           |
| 21 | Brasile (bandiera) | C     | Gérson Magrão         |
| 22 | Ucraina (bandiera) | A     | Artem Kravets         |
| 25 | Nigeria (bandiera) | C     | Ayila Yussuf          |
| 26 | Ucraina (bandiera) | D     | Andriy Nesmachniy     |
| 29 | Ucraina (bandiera) | D     | Vitalij Mandzjuk      |
| 30 | Marocco (bandiera) | D     | Badr El Kaddouri      |
| 31 | Ucraina (bandiera) | P     | Stanyslav Bohush      |
| 34 | Ucraina (bandiera) | C     | Jevhen Chačeridi      |
| 36 | Serbia (bandiera)  | C     | Miloš Ninković        |
| 44 | Brasile (bandiera) | D     | Leandro Almeida       |
| 45 | Ucraina (bandiera) | C     | Vladyslav Kalytvyncev |
| 49 | Ucraina (bandiera) | A     | Roman Zozulja         |
| 71 | Ucraina (bandiera) | P     | Denys Bojko           |
| 77 | Brasile (bandiera) | A     | Guilherme             |

## Risultati

### Coppa d'Ucraina
| Arbitro: | Zubarev (Donec'k) |

|            |           |                                   |
| Mazilu 58’ | Marcatori | 23’ Chačeridi 61’ (rig.) Mileŭski |

| Arbitro: | Šandor (Leopoli) |

|  |           |             |
|  | Marcatori | 17’ Zozulja |

| Arbitro: | Sirenko (Sinferopoli) |

|                       |           |  |
| Srna 23’ Jádson 90+3’ | Marcatori |  |

### Champions League

#### Fase a gironi
| Arbitro: | Hamer |

|                                  |           |               |
| Yussuf 71’ Magrão 79’ Husjev 85’ | Marcatori | 25’ Domínguez |

| Arbitro: | Kuipers |

|                     |           |  |
| Messi 26’ Pedro 76’ | Marcatori |  |

| Arbitro: | Atkinson |

|                          |           |                              |
| Stanković 35’ Samuel 47’ | Marcatori | 5’ Mychalyk 40’ (aut.) Lúcio |

| Arbitro: | Layec |

|              |           |                         |
| Ševčenko 21’ | Marcatori | 86’ Milito 89’ Sneijder |

| Kazan' 24 novembre 2009, ore 18:30 CET Gruppo F – 5ª giornata | Rubin | 0 – 0 referto | Dinamo Kiev | Stadio Centrale (23 185 spett.)\| Arbitro: \| Brych \| |
| Arbitro:                                                      | Brych |               |             |                                                        |

| Arbitro: | Webb |

|             |           |                    |
| Mileŭski 2’ | Marcatori | 33’ Xavi 86’ Messi |

### Supercoppa d'Ucraina
| Arbitro: | Herenda (Kaluš) |

|                                        |                      |                                   |
| Ninković Kravčenko Erëmenko Jarmolenko | Tiri di rigore 4 – 2 | Curri Markoski Despotovski Dallku |

## Statistiche

### Statistiche di squadra
| Competizione         | Punti | Totale | Totale | Totale | Totale | Totale | Totale | DR  |
| Competizione         | Punti | G      | V      | N      | P      | Gf     | Gs     | DR  |
| -------------------- | ----- | ------ | ------ | ------ | ------ | ------ | ------ | --- |
| Prem"jer-lіha        | 71    | 30     | 22     | 5      | 3      | 61     | 16     | +45 |
| Coppa d'Ucraina      | -     | 3      | 2      | 0      | 1      | 3      | 3      | 0   |
| Champions League     | 5     | 6      | 1      | 2      | 3      | 7      | 9      | -2  |
| Supercoppa d'Ucraina | -     | 1      | 0      | 1      | 0      | 0      | 0      | 0   |
| Totale               | 76    | 40     | 25     | 8      | 7      | 71     | 28     | +43 |